# Valtteri Bottas
Valtteri Viktor Bottas (Nastoli, Finska, 28. kolovoza 1989.) je finski vozač Formule 1. Vozi za momčad Alfa Romeo Racing Orlen F1 team. Godine 2008. osvojio je naslove u Eurocup Formuli Renault 2.0 i Sjevernoeuropskoj Formuli Renault 2.0, a 2011. naslov u GP3 seriji. U Formuli 1 je upisao devet pobjeda, a 2019. i 2020. je osvojio titulu viceprvaka.

## Početak utrkivanja

### Karting
Bottas je počeo voziti karting sa šest godina, a 2001. započinje natjecanje u raznim kategorijama kartinga. U prvoj godini osvaja jedanaesto mjesto u Finnish Cup - Raket prvenstvu, a u prvenstvu Finnish Championship ICA Junior 2002. i 2003. osvaja peto i četvrto mjesto u ukupnom poretku vozača. U istom prvenstvu 2004. osvaja svoj prvi naslov u kartingu. Iste godine osvaja i titulu viceprvaka u Viking Trophy - ICA Junior prvenstvu. Godine 2005. za momčad Kohtala Sports, osvaja naslov prvaka u Viking Trophy - ICA kategoriji i treće mjesto u Finnish Championship ICA prvenstvu. Sljedeće 2006. vozi svoju posljednju godinu u kartingu, te osvaja tri naslova u prvenstvima WSK International Series Formula A, Finnish Championship ICA i Finnish Championship Formula A, te titulu viceprvaka u NEZ Championship ICA kategoriji.

### Formula Renault
Bottas se 2007. i 2008. natjecao u tri kategorije Formule Renault.

#### Sjevernoeuropska Formula Renault 2.0
Valtteri je debitirao u jednosjedu 2007. kada je vozio Sjevernoeuropsku Formulu Renault 2.0. Vozio je bolid Tatuus FR2000 za momčad Koiranen Bros. Motorsport, a momčadski kolega mu je bio Joonas Kostiainen. Sezona koja je započela 28. svibnja na Zandvoortu, a završila 21. listopada na Hockenheimringu, sadržavala je osam runda, gdje su se na svakoj od njih vozile dvije utrke. Na prvoj utrci prve runde na Zandvoortu, Bottas osvaja prve bodove, a na drugoj utrci na istoj stazi i prvo postolje. Na drugoj utrci druge runde na Oscherslebenu osvaja drugo postolje, a u kvalifikacijama i na prvoj utrci treće runde na Assenu, dolazi do prvog pole positiona i trećeg postolja. Nakon pete runde na Nürburgringu, Bottas dobiva novog momčadskog kolegu Daniela Ahoa, koji dolazi u momčad umjesto Kostiainena. Na prvoj utrci šeste runde, još jednom na Oscherslebenu, Bottas upisuje prvo i jedino odustajanje u sezoni, a na drugoj utrci na istoj stazi dolazi do još jednog postolja. Na posljednjoj osmoj rundi na Hockenheimringu, Finac ostvaruje dvije pobjede. S osvojenih 279 bodova, završava na 3. mjestu ukupnog poretka vozača.
Nakon završetka sezone Sjevernoeuropske Formule Renault 2.0, Bottas se krajem 2007. natjecao u Formula Renault UK Winter Series prvenstvu. Sezona se sastojala od dvije runde, na kojima su se vozile po dvije utrke. Prva runda vožena je na stazi Donington 2. i 3. studenog, dok je druga runda vožena na stazi Croft 9. i 10. studenog. Bottas je upisao tri pobjede i jedno 2. mjesto, no pošto je nastupao kao gostujući vozač, nije mogao osvajati bodove.

### Formula 3
Sljedeće godine prelazi u Formulu 3 Euroseries. Iste godine sudjeluje i na četiri utrke britanskog prvenstva Formule 3. U siječnju 2009., potvrđen je kao testni i rezervni vozač Williamsa. Godine 2011. natjeće se u Grand Prix 3 seriji. Nakon teškog početka sezone, pobijedio je na posljednje četiri utrke sezone i osvojio naslov prvaka pobjedom na pretposljednjoj utrci. Iste godine Williams je potvrdio Bottasa kao testnog i rezervnog vozača za 2012. čime su mu jamčili najmanje 15 nastupa na treninzima petkom. 

## Formula 1
U Formuli 1 debitirao je 2013. za momčad Williams F1 Team. Za Williams je vozio do 2017. godine  kada je svojom sjajnom vožnjom osigurao svoje mjesto u Mercedesu. U Mercedesu se zadržao do 2022. godine. S Mercedesom je ostvario 10 pobjeda i 67 postolja. Godine 2022. Bottas prelazi u Alfa Romeo. S Alfom je potpisao višegodišnji ugovor. U prvoj sezoni s Alfom osigurao je sjajno 6. mjesto u konstruktorskom prvenstvu, a 10. u vozačkom prvenstvu.[nedostaje izvor]

### Alfa Romeo (2022. –danas)
2022.

## Rezultati u Formuli 1
| Sezona | Momčad                        | Šasija                    | Motor                           | Gume | Utrke | Pobjede | Podiji | Bodovi | Plasman |
| ------ | ----------------------------- | ------------------------- | ------------------------------- | ---- | ----- | ------- | ------ | ------ | ------- |
| 2013.  | Williams F1 Team              | Williams FW35             | Renault RS27-2013 2.4 V8        | P    | 19    | 0       | 0      | 4      | 17.     |
| 2014.  | Williams Martini Racing       | Williams FW36             | Mercedes PU106A Hybrid 1.6 V6 t | P    | 19    | 0       | 6      | 186    | 4.      |
| 2015.  | Williams Martini Racing       | Williams FW37             | Mercedes PU106B Hybrid 1.6 V6 t | P    | 19    | 0       | 2      | 136    | 5.      |
| 2016.  | Williams Martini Racing       | Williams FW38             | Mercedes PU106C Hybrid 1.6 V6 t | P    | 21    | 0       | 1      | 85     | 8.      |
| 2017.  | Mercedes AMG Petronas F1 Team | Mercedes F1 W08 EQ Power+ | Mercedes M08 EQ Power+ 1.6 V6 t | P    | 20    | 3       | 13     | 305    | 3.      |
| 2018.  | Mercedes AMG Petronas F1 Team | Mercedes F1 W09 EQ Power+ | Mercedes M09 EQ Power+ 1.6 V6 t | P    | 21    | 0       | 8      | 247    | 5.      |
| 2019.  | Mercedes AMG Petronas F1 Team | Mercedes F1 W10 EQ Power+ | Mercedes M10 EQ Power+ 1.6 V6 t | P    | 21    | 4       | 15     | 326    | 2.      |
| 2020.  | Mercedes AMG Petronas F1 Team | Mercedes F1 W11 EQ Power+ | Mercedes M11 EQ Power+ 1.6 V6 t | P    | 17    | 2       | 11     | 223    | 2.      |
| 2023.  | Alfa Romeo F1 Team Stake      | Alfa Romeo C43            | Ferrari 066/7 1.6 V6 t          | P    | 10    | 0       | 0      | 5*     | 15.*    |

## Pobjede u Formuli 1
| Rd | Sezona | Datum         | Velika nagrada  | Staza      | Momčad                        | Šasija           | Motor                 | Gume | Grid |
| -- | ------ | ------------- | --------------- | ---------- | ----------------------------- | ---------------- | --------------------- | ---- | ---- |
| 1. | 2017.  | 30. travnja   | VN Rusije       | Sochi      | Mercedes AMG Petronas F1 Team | F1 W08 EQ Power+ | Mercedes M08 1.6 V6 t | P    | 3.   |
| 2. | 2017.  | 9. srpnja     | VN Austrije     | Spielberg  | Mercedes AMG Petronas F1 Team | F1 W08 EQ Power+ | Mercedes M08 1.6 V6 t | P    | 1.   |
| 3. | 2017.  | 25. studenog  | VN Abu Dhabija  | Yas Marina | Mercedes AMG Petronas F1 Team | F1 W08 EQ Power+ | Mercedes M08 1.6 V6 t | P    | 1.   |
| 4. | 2019.  | 17. ožujka    | VN Australije   | Melbourne  | Mercedes AMG Petronas F1 Team | F1 W10 EQ Power+ | Mercedes M10 1.6 V6 t | P    | 2.   |
| 5. | 2019.  | 28. travnja   | VN Azerbajdžana | Baku       | Mercedes AMG Petronas F1 Team | F1 W10 EQ Power+ | Mercedes M10 1.6 V6 t | P    | 1.   |
| 6. | 2019.  | 13. listopada | VN Japana       | Suzuka     | Mercedes AMG Petronas F1 Team | F1 W10 EQ Power+ | Mercedes M10 1.6 V6 t | P    | 3.   |
| 7. | 2019.  | 3. studenoga  | VN SAD-a        | Austin     | Mercedes AMG Petronas F1 Team | F1 W10 EQ Power+ | Mercedes M10 1.6 V6 t | P    | 1.   |
| 8. | 2020.  | 5. srpnja     | VN Austrije     | Spielberg  | Mercedes AMG Petronas F1 Team | F1 W11 EQ Power+ | Mercedes M11 1.6 V6 t | P    | 1.   |
| 9. | 2020.  | 27. rujna     | VN Rusije       | Sochi      | Mercedes AMG Petronas F1 Team | F1 W11 EQ Power+ | Mercedes M11 1.6 V6 t | P    | 3.   |

## Vanjske poveznice
- Valtteri Bottas.com - Official website
- Valtteri Bottas - Driver Database
- Valtteri Bottas - Stats F1